# Anurag Kashyap
Anurag Kashyap, né le 10 septembre 1972 à Gorakhpur dans l'État d'Uttar Pradesh en Inde, est un réalisateur indien. Il est connu pour avoir réalisé Gangs of Wasseypur.

## Biographie
Son film Gangs of Wasseypur est projeté au festival de Cannes 2012 dans le cadre de la Quinzaine des réalisateurs.
Son film Ugly est projeté au festival de Cannes 2013 dans le cadre de la Quinzaine des réalisateurs.

## Vie privée
Il a été l'époux de l'actrice française Kalki Koechlin de 2011 à 2015.

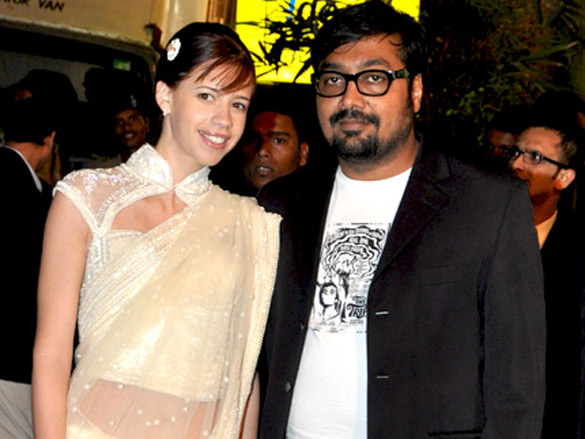
Kashyap avec son épouse Kalki au 2010 Filmfare Awards.

## Filmographie
- 2003 : Paanch
- 2004 : Black Friday
- 2007 : No Smoking
- 2007 : Return of Hanuman
- 2009 : Dev.D
- 2009 : Gulaal
- 2010 : Mumbai Cutting
- 2010 : That Girl in Yellow Boots
- 2012 : Gangs of Wasseypur
- 2013 : Ugly
- 2013 : Bombay Talkies - segment Muraba
- 2015 : Bombay Velvet
- 2016 : The Mumbai Murders (Raman Raghav 2.0)
- 2016 : Madly (segment Clean Shaven)
- 2017 : The Brawler (Mukkabaaz)
- 2018 : Lust Stories - segment
- 2018 : Manmarziyaan
- 2020 : Ghost Stories - segment Histoire 2
- 2020 : Sombre Fortune (Choked)
- 2022 : Dobaaraa
- 2022 : Almost Pyaar with DJ Mohabbat
- 2023 : Kennedy